# David Pel
David Pel (født 9. juli 1991 i Amstelveen, Holland) er en professionel tennisspiller fra Holland.